# Vice-président du gouvernement de la Nouvelle-Calédonie
Le vice-président du gouvernement de la Nouvelle-Calédonie est le second dignitaire de l'exécutif local de la collectivité sui generis française de Nouvelle-Calédonie, venant en termes de préséance après le président du Gouvernement de la Nouvelle-Calédonie. 
Cette fonction, créée par la loi organique relative à la Nouvelle-Calédonie du 19 mars 1999, a presque toujours été occupée par un indépendantiste, sauf de manière éphémère dans le 6e Gouvernement où la fonction fut occupée pendant deux semaines par l'anti-indépendantiste Annie Beustes (Rassemblement-UMP), et dans le 17e et actuel Gouvernement. Le 13e Gouvernement (5 juin - 16 décembre 2014) est le seul, au 22 juillet 2021, à n'avoir eu aucun vice-président.

## Élection
Il est élu en leur sein par les membres du gouvernement, au moins cinq jours après la désignation de ces derniers par le Congrès. De plus, il est prévu que, si jamais un vice-président n'a toujours pas été désigné au plus tard sept jours après l'élection du président, alors « les membres du gouvernement exercent leurs fonctions » (loi organique, article 115). Cette dernière disposition est issue d'une modification, promulguée le 3 août 2009, de la loi organique de 1999, afin d'empêcher que l'incapacité du camp indépendantiste - qui, par tradition, choisit seul le vice-président, le poste de président revenant à l'autre camp - à désigner le titulaire du poste ne bloque les travaux de l'exécutif. Ce problème était ressorti lors de la désignation des dignitaires du 8e Gouvernement quelques mois avant cette modification : l'exécutif avait été élu le 5 juin 2009, son président (l'anti-indépendantiste Philippe Gomès, à l'unanimité) le même jour, mais il avait fallu attendre dix jours de plus (le 15 juin) pour que les 4 membres indépendantistes se mettent d'accord pour porter Pierre Ngaiohni à la vice-présidence, sur fond de rivalité entre l'Union calédonienne qui a défendu successivement les candidatures de Jean-Louis d'Anglebermes puis de Pierre Ngaiohni et le Parti de libération kanak (Palika) qui lui voulait voir rester à ce poste la vice-présidente sortante Déwé Gorodey. Cette disposition a permis au 13e Gouvernement de fonctionner normalement, alors qu'aucun vice-président n'a pu être élu en raison d'une nouvelle rivalité au sein des 5 membres indépendantistes entre l'Union calédonienne (3 membres qui soutenaient la candidature de Gilbert Tyuienon) et le Palika (2 membres soutenant la candidature de Déwé Gorodey ou, tout du moins, refusant celle de Gilbert Tyuienon).
Normalement, son mandat, ainsi que celui de l'ensemble des membres du Gouvernement, court jusqu'à la fin de la mandature du Congrès qui l'a élu, soit 5 ans maximum. Contrairement au président, un vice-président démissionnaire ou empêché n'entraîne pas avec lui la chute de l'ensemble du Gouvernement, mais une nouvelle élection au sein de l'exécutif pour le remplacer.

## Attributions
Les attributions spécifiques du vice-président du Gouvernement de la Nouvelle-Calédonie sont fixées par la loi organique relative à la Nouvelle-Calédonie de 1999 (articles 115 et 122). Il est ainsi le suppléant du président, « chargé d'assurer l'intérim en cas d'absence ou d'empêchement » de ce dernier (article 115) et donc, dans ces situations, présider les réunions du Gouvernement ou exercer la fonction de représentation de l'institution. De plus, le vice-président, comme n'importe quel autre membre du Gouvernement, peut animer et contrôler un ou plusieurs secteurs de compétences de la Nouvelle-Calédonie, ce qui a toujours été le cas.

## Indemnités et traitements
L'article 125 de la loi organique de 1999 prévoit que : « Les membres du gouvernement perçoivent mensuellement une indemnité dont le montant est fixé par le congrès dans la limite maximale de 130 % du traitement de chef d'administration principal de première classe prévu dans la grille locale applicable aux fonctionnaires de Nouvelle-Calédonie en poste à Nouméa ». Ce montant a été fixé par le Congrès de la Nouvelle-Calédonie, par une délibération du 11 juin 1999, à « 120 % du traitement mensuel brut de chef d'administration principal de première classe deuxième échelon (INA 578 - IB 841) affecté d'un coefficient de majoration de 1,73 ». En 2010, selon le quotidien Les Nouvelles calédoniennes, cela revenait à 688 000 Francs Pacifique (5 765,44 €) bruts par mois.
Le même article de la loi organique prévoit également que le Congrès fixe « le montant de l'indemnité forfaitaire annuelle pour frais de représentation allouée au président et au vice-président du gouvernement », ce qu'il a fait par la délibération du 23 juillet 1999 qui l'établit à 100 000 Francs Pacifique (838 €) par mois pour le vice-président. La même délibération précise de plus que les déplacements à l'extérieur (donc en avion) du vice-président, comme des autres membres du gouvernement à l'exception du président, se font systématiquement en classe affaire.

## Liste des vice-présidents
| Nom                         | Gouvernement                                                                                      | Dates de mandat                                                                                          | Parti politique   | Autres fonctions | Profession                                                                   |
| --------------------------- | ------------------------------------------------------------------------------------------------- | --- | ----------------- | ---------------- | ---------------------------------------------------------------------------- |
| Léopold Jorédié             | Gouvernement Lèques                                                                               | 28 mai 1999 - 3 avril 2001                                                                               | FCCI              |                  | Chef d'entreprise                                                            |
| Déwé Gorodey (1re fois)     | Gouvernement Frogier I Gouvernement Frogier II Gouvernement Thémereau I Gouvernement Thémereau II | 5 avril 2001 - 28 novembre 2002 3 décembre 2002 - 10 juin 2004 - 24 juin 2004 29 juin 2004 - 6 août 2007 | FLNKS-UNI-Palika  |                  | Écrivaine, Universitaire                                                     |
| Annie Beustes               | Gouvernement Martin I                                                                             | 7 - 21 août 2007                                                                                         | Rassemblement-UMP |                  | Administratrice de société                                                   |
| Déwé Gorodey (2e fois)      | Gouvernement Martin II                                                                            | 21 août 2007 - 5 juin 2009                                                                               | FLNKS-UNI-Palika  |                  | Écrivaine, Universitaire                                                     |
| Pierre Ngaiohni             | Gouvernement Gomès                                                                                | 15 juin 2009 - 17 février 2011                                                                           | FLNKS-UC          |                  | Professeur d'histoire-géographie, Directeur d'établissement privé protestant |
| Gilbert Tyuienon (1re fois) | Gouvernement Martin III Gouvernement Martin IV Gouvernement Martin V Gouvernement Martin VI       | 3 mars 2011 - 17 mars 2011 - 1er avril 2011 1er avril 2011 - 10 juin 2011 - 5 juin 2014                  | FLNKS-UC          | Maire de Canala  | Fonctionnaire territorial                                                    |
| Vacant                      |                                                                                                   | |                   |                  |                                                                              |
| Jean-Louis d'Anglebermes    | Gouvernement Germain I Gouvernement Germain II                                                    | 1er avril 2015-1er décembre 2017 1er décembre 2017 -5 juillet 2019                                       | FLNKS-UC          |                  | Enseignant                                                                   |
| Gilbert Tyuienon (2e fois)  | Gouvernement Santa                                                                                | 9 juillet 2019-15 juillet 2021                                                                           | FLNKS-UC          | Maire de Canala  | Fonctionnaire territorial                                                    |
| Isabelle Champmoreau        | Gouvernement Mapou                                                                                | 22 juillet 2021-15 janvier 2025                                                                          | L'AEC-MPC-LR      |                  | Enseignante                                                                  |
| Vacant                      |                                                                                                   | |                   |                  |                                                                              |